# Nowowołodymyrśke
Nowowołodymyrśke (ukr. Нововолодимирське) – wieś na Ukrainie, w obwodzie charkowskim, w rejonie łozowskim, w hromadzie Błyzniuky. W 2001 liczyła 404 mieszkańców, wśród których 384 wskazało jako ojczysty język ukraiński, a 20 rosyjski.